# Книспель, Курт
Курт Кни́спель (нем. Kurt Knispel; 20 сентября 1921, Салисов, Цукмантель — 30 апреля 1945, Врбовец) — немецкий танкист-ас времен Второй мировой войны.  Согласно Книге рекордов Гиннесса,  является самым результативным танковым командиром в истории, имея на своём счету 168 подтверждённых уничтоженных танков противника.

## Биография
Курт Книспель родился в Залисфельде (Салисове) в Оломоуцком крае Чехословакии 20 сентября 1921 года, через три года после распада Австро-Венгрии, в немецкоязычной семье, принадлежавшей к так называемым судетским немцам. Он учился в начальной школе, затем работал на автомбильном заводе. К моменту, когда нацистская Германия оккупировала Чехословакию, ему было 17 лет.
Курт Книспель был призван на военную службу 6 сентября 1940 года и после короткого обучения направлен в танковые войска. Воевал с начала нападения Германии на СССР. Принимал участие в боях зимой 1941/42 года, в летнем наступлении 1942 года на Дону, в операции «Цитадель» в 1943 году. В дальнейшем есть расхождения в источниках по месту его службы.
28 апреля 1945 года в бою около Власатицы в Моравии Книспель был смертельно ранен в голову осколком после поражения его «Тигра II» советскими танками и умер через 2 часа в полевом госпитале.
10 апреля 2013 года власти Чехии сообщили, что останки Книспеля были найдены вместе с 15 другими немецкими военнослужащими за стеной церкви в Врбовце и идентифицированы по его жетону.
14 ноября 2014 года Народный союз Германии по уходу за военными захоронениями перезахоронил его останки на Центральном военном кладбище Брно. Книспель был похоронен вместе с 41 другими немецкими солдатами, которые умерли в Моравии и Силезии.

## Достижения
Ряд историков и военных специалистов, в частности историк Альберт Хардинг Ганц (англ. Albert Harding Ganz), автор энциклопедии Warfare and Armed Conflicts: A Statistical Encyclopedia of Casualty and Other Figures Майкл Клодфелтер (англ. Micheal Clodfelter), директор танкового музея подполковник в отставке Джордж Форти и другие утверждают, что Книспель был танковым асом, поразившим за время войны 162—168 вражеских танков. Историк Роман Тёппель пишет, что Книспель считается самым результативным танкистом вермахта, подбившим около 165 танков противника.

## Спорная информация
Книспель — один из основных героев второй книги в популярной серии псевдоисторических рассказов "Танковые асы Гитлера", написанных Францем Куровски. Историк Роман Тёппель приводит слова сослуживца Книспеля во время войны Альфреда Руббеля, который опроверг рассказы Куровского, описав их как «полное безобразие. Всё, что он написал, — всё выдумано. Все цитаты, которые он приписывает мне. Всё это полная неправда». В частности, Руббель опровергает рассказ Куровски о том что Книспеля якобы четыре раза безуспешно представляли к награждению Рыцарским крестом Железного креста.

## Награды
- Немецкий крест в золоте (20 мая 1944) — унтер-офицер в 1-й роте 503-го тяжёлого танкового батальона[16]